# Pilot (American Horror Story)
Piloto é o primeiro episódio da primeira temporada da série de televisão americana de drama/terror do canal americano FX American Horror Story. O episódio foi co-escrito pelos criadores da série Ryan Murphy e Brad Falchuk e dirigido por Murphy. Falchuk e Murphy já tinham colaborado no musical de comédia-drama da Fox Glee. Estreou no canal FX nos Estados Unidos no dia 5 de outubro de 2011.

## Enredo
A família Harmon muda-se de Boston a Los Angeles para fugir de seu passado doloroso, mas descobrem que os seus problemas estão longe de terminar. O psiquiatra Ben (Dylan McDermott) luta para recuperar a confiança de sua esposa Vivien (Connie Britton) depois que ele dorme com uma mulher mais jovem. Ainda se recuperando de um aborto recente, Vivien começa a sentir algo de errado com a casa ao lidar com a intrusiva vizinha Constance (Jessica Lange) e sua filha deficiente Adelaide (Jamie Brewer). Ao investigar o sótão da casa, o casal encontra uma roupa de couro completa que, presumem, pertencia a um casal gay que viveu na casa antes. A filha Violet (Taissa Farmiga) começa em uma nova escola mas passa a ser aterrorizada por um grupo de meninas. Ben atende pacientes em sua casa, e um deles, um menino psicótico chamado Tate (Evan Peters), inicia uma relação com Violet, mas vai longe demais ao tentar ajudar com seu problema de bullying. Ordenado por Ben a não ver mais Violet, Tate desobedece. Parece que ele tem alguma relação com a casa. Vivien contrata a antiga governanta Moira (Frances Conroy), que é vista por Ben como uma jovem sedutora (Alexandra Breckenridge). Ben e Vivien lutam por seus problemas e acabam fazendo amor. Ben é abordado por Larry (Denis O'Hare), dono de uma horrível queimadura obtida quando morava na casa e queimou viva toda a família, alegando que a casa o convenceu a fazer isto. Larry avisa Ben que se ele não tirar sua família da casa, todos eles vão morrer. Mais tarde, Ben torna-se obcecado com queimadores na cozinha e parece estar caminhando para queimar a casa inteira, semelhante ao que Larry tinha feito. Constance aparece e pede para ele parar. Enquanto isso, Vivien é abordada e seduzida pelo homem vestido de couro, a quem ela acredita ser Ben na roupa preta. Vivien descobre que ela está grávida. Moira flagra Constance levando jóias da Vivien e Constance dá-lhe uma advertência enigmática: "Não me faça te matar de novo".

## Produção

### Filmagens
O episódio piloto foi filmado em uma casa no Country Club Park, em Los Angeles, Califórnia, que serve como casa mal assombrada e cena do crime na série. Projetada e construída em torno de 1908 por Alfred Rosenheim, casa de família com estilo gótico foi usada anteriormente como um convento.